# Heinrich von Sachsen-Lauenburg

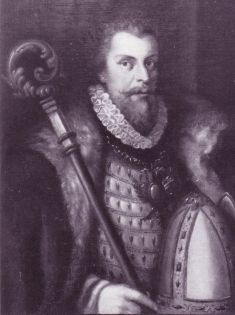
Heinrich von Sachsen-Lauenburg (1550–1585) als Bischof Heinrich II. in der Osnabrücker Bischofsgalerie des Schlosses Iburg

Heinrich von Sachsen-Lauenburg (* 1. November 1550; † 22. April 1585 in Bremervörde) war ein von der römischen Kirche nicht anerkannter Erwählter Erzbischof von Bremen (Heinrich III.), Fürstbischof von Osnabrück (Heinrich II.) und von Paderborn (Heinrich IV.), der sich der lutherischen Reformation anschloss.

## Biografie
Fürstbischof Heinrich IV. stammte aus dem Hause Sachsen-Lauenburg. Er war der Sohn des zum Protestantismus übergetretenen Herzogs Franz I. von Sachsen-Lauenburg (1543–1581) und von Sibylle von Sachsen. Mit zehn Jahren bereits erhielt er die Anwartschaft auf eine Domherrenstelle in Köln. Heinrich studierte zunächst an der dortigen Universität, insbesondere beim Juraprofessor Dr. Betzdorf, der sein Hauswirt in Köln war und sein Mentor wurde. Seine Ausbildung und sein späteres Handeln war vor allem durch Betzdorf protestantisch geprägt.
Mehr und mehr traten die Stände in Nordwestdeutschland zum protestantischen Glauben über. 1566 wählte das protestantisch dominierte Domkapitel des Erzbistums Bremen Heinrich zum Erzbischof (Heinrich III.). Papst Pius V. verweigerte dem protestantischen Erzbischof Heinrich III. die päpstliche Konfirmation. Der Nuntius in Köln gab Ende 1573 ein Protokoll wieder, in dem er die kanonischen Voraussetzungen für die Bischofswahl positiv bewerten ließ. Heinrich wurde 1574 auch vom Domkapitel im Hochstift Osnabrück zum Fürstbischof gewählt (Heinrich II.). Für Rom war aber eine Anerkennung der Bischofswahlen nicht akzeptabel. Obwohl aus katholischer Sicht lediglich Administrator des Erzbistums Bremen und des Bistums Osnabrück, regelte er tatsächlich selbstverständlich auch die geistlichen Belange in seinen Diözesen. Im Hochstift Münster misslang sein Vorhaben knapp.

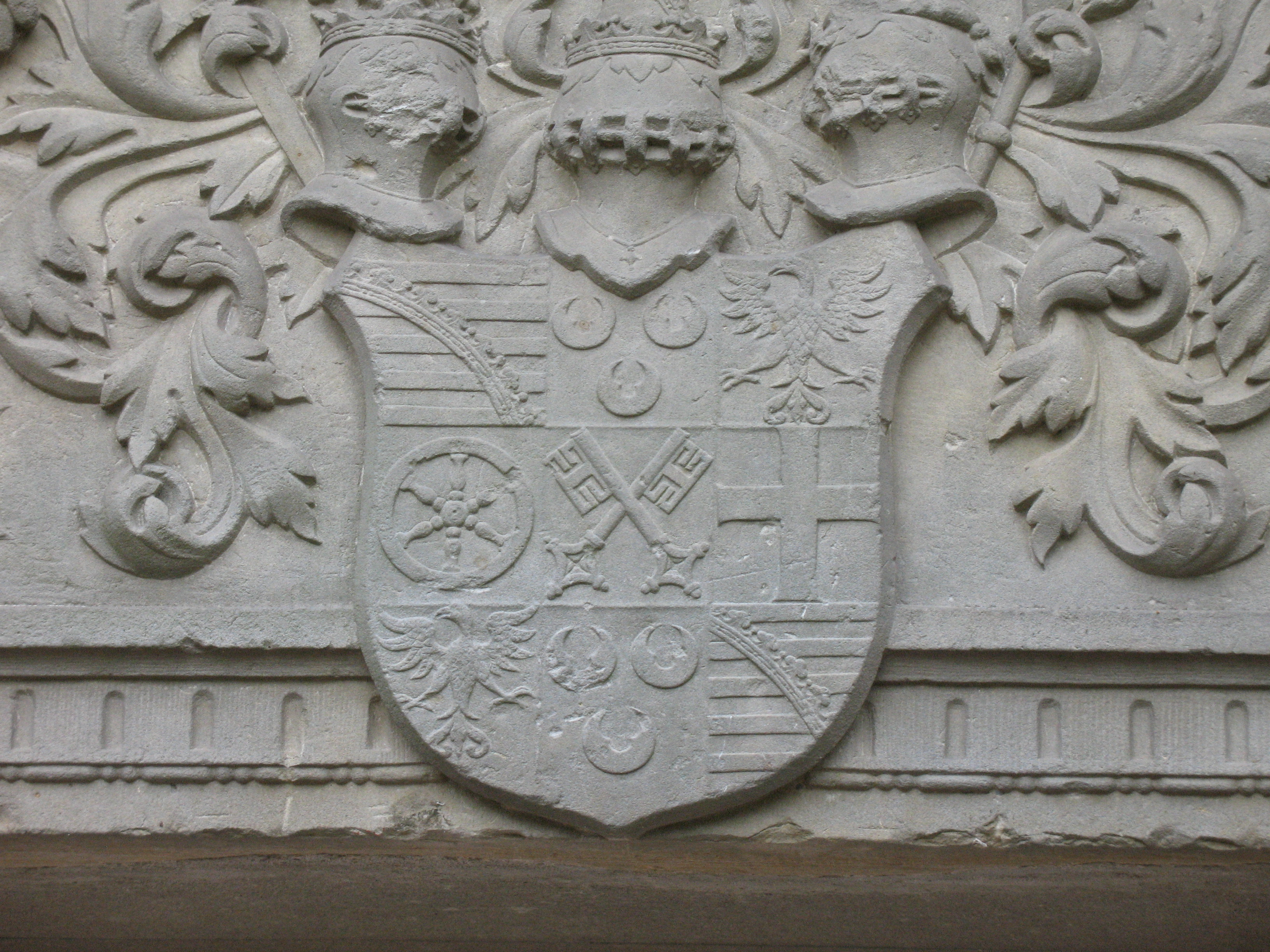
Das Wappen Fürsterzbischof Heinrichs von Sachsen-Lauenburg in Hagen im Bremischen

 Bemühungen um Anerkennung Heinrichs durch Rom waren allerdings vorgeschoben. Zunächst heimlich heiratete er am 25. Oktober 1575 auf der Burg Hagen in Hagen im Bremischen Anna Betzdorf, alias von Broich. Sie war die leibliche Tochter seines Kölner Mentors Betzdorf. Als Begründung ließ er in das Traubuch eintragen, er besitze nicht die Gabe der Keuschheit. Am 14. Oktober 1577 wurde Heinrich auch zum Bischof von Paderborn ausgerufen (Heinrich IV.). Auch hier wurde die päpstliche Konfirmation verweigert. 1578 zog Heinrich demonstrativ und feierlich mit seiner Ehefrau in das protestantische Paderborn ein.
Heinrich hat in einem Doppelspiel stets die römisch-katholischen Formalien für die Bischofsweihe beeidigt, bei der Ausübung seines Bischofsamt ab nie die Interessen des Vatikans vertreten wollen.
Zu Palmsonntag 1585 stürzte der Fürstbischof von Bremen, Osnabrück und Paderborn nach einem evangelischen Gottesdienst in Bremervörde so unglücklich von seinem Pferde, dass er kurz darauf starb. Während in Bremen die Reformation ihren Fortgang nahm, setzte sich mit Heinrichs unerwartetem Tode insbesondere im Hochstift Paderborn die Gegenreformation durch.